# Cederna (Monza)
Il quartiere Cederna è un rione a sud-est della città di Monza, ed è amministrativamente appartenente alla circoscrizione 2 della città.
Confina con i quartieri di Sant'Albino, Regina Pacis, Sobborghi, Cristo Re e con la città di Concorezzo. Consiste nella parte di territorio monzese compreso tra viale Stucchi, via Salvadori, via Foscolo, via Ferrari, via Rota e viale Sicilia.

## Storia
Il Cotonificio Cederna, in fase di smantellamento da parte dell'amministrazione comunale, è stato emblema dell'industria tessile monzese. Le vie principali del quartiere sono da identificarsi in via Cederna, via Tiepolo, via Borsa e viale Sicilia.  La chiesa principale che risiede nel quartiere è la Chiesa della Sacra Famiglia, ove poco distante, è situato anche il principale cimitero cittadino. L'attività principale del quartiere, dopo lo smantellamento del cotonificio, è da concentrarsi nelle piccole botteghe dei negozianti locali. In via Cederna è presente da molti anni un convento di suore.
Negli ultimi anni si sono eseguiti lavori per la costruzione di una vasta nuova zona residenziale nel cuore del quartiere. Sono inoltre presenti due strutture sportive cittadine importanti: lo stadio Brianteo, sede delle partite dell'AC Monza, e Arena di Monza, dove vengono ospitati eventi sia sportivi sia di intrattenimento. La squadra calcistica che rappresenta il quartiere è l'Atletico Cederna, la squadra di basket principale è Eureka Basket.
Vi si trova inoltre uno dei capolinea della linea z206 e alcune fermate della z202, che raggiungono rispettivamente l'Ospedale San Gerardo e il quartiere di San Rocco.

## Strutture
- Cimitero urbano di Monza

## Popolazione
Il quartiere Cederna, ad alta densità popolare, conta un numero di abitanti pari a 25 000 abitanti, quasi un quinto della popolazione di Monza.

## Galleria d'immagini

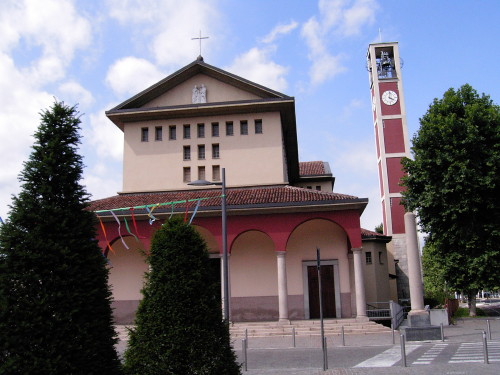
La Chiesa Sacra Famiglia
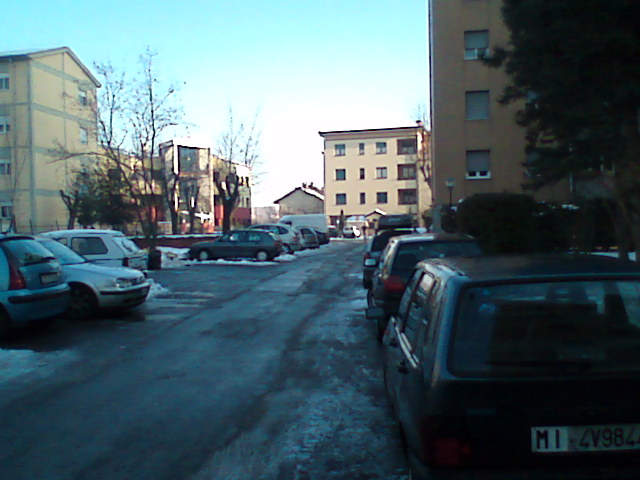
Veduta di Via Poliziano
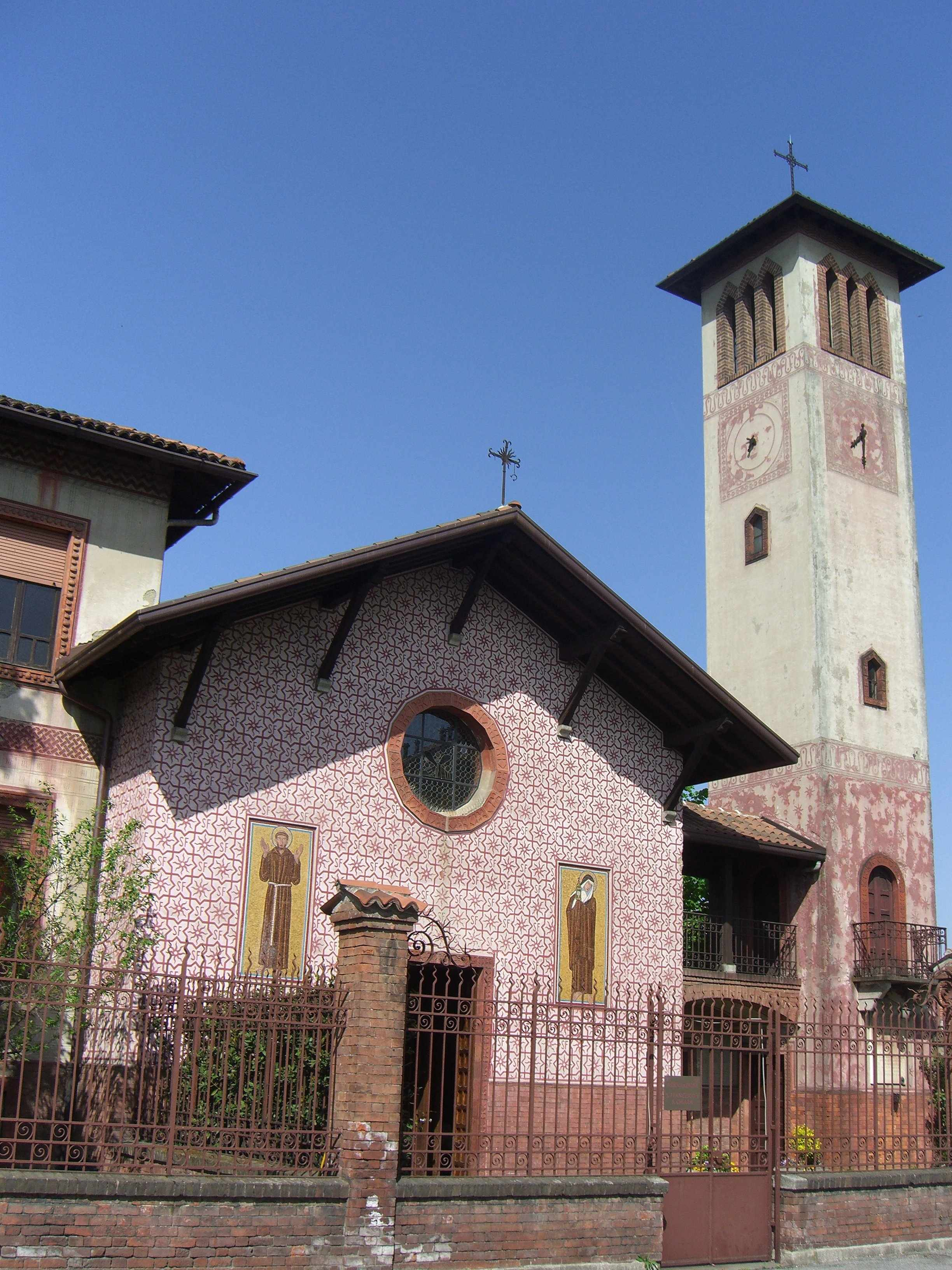
La Chiesa di San Francesco in via Cederna, 19